# Matt Trautman
Matthew Trautman (* 20. Februar 1985 in Kapstadt) ist ein südafrikanischer Triathlet und zweifacher Ironman-Sieger (2014, 2018).

## Werdegang
Matt Trautman war früher als Kanufahrer aktiv und startete für Südafrika bei der Wildwasser-Weltmeisterschaft. 
Seit 2014 startet er als Profi-Triathlet. Trautman wird trainiert von Brett Sutton. Seit Spitzname ist „Matty“. Im September gewann er auf der Langdistanz (3,86 km Schwimmen, 180,2 km Radfahren und 42,195 km Laufen) den Ironman Wales. 
Die Saison 2015 begann er erfolgreich mit einem Sieg im Januar beim Ironman 70.3 South Africa.
Im Januar 2017 zog er sich bei einem Unfall im Radtraining Verletzungen der Wirbelsäule zu. 2018 konnte der damals 33-Jährige im September erneut nach 2014 den Ironman Wales für sich entscheiden und mit seiner Siegerzeit von 8:53:21 h hier einen neuen Streckenrekord einstellen. Im Januar 2020 konnte er zum vierten Mal den Ironman 70.3 South Africa für sich entscheiden und im September 2021 holte er sich hier seinen fünften Sieg.
Im April 2022 wurde der 37-Jährige Dritter in Port Elizabeth beim Ironman South Africa.
Matt Trautman ist seit 2015 verheiratet und lebt mit seiner Frau  in Kapstadt.

## Sportliche Erfolge
| Datum/Jahr    | Rang | Wettbewerb                                           | Austragungsort  | Zeit     | Bemerkung                                               |
| ------------- | ---- | ---------------------------------------------------- | --------------- | -------- | ------------------------------------------------------- |
| 21. Mai 2023  | 4    | Ironman 70.3 Pays d’Aix France                       | Aix-en-Provence | 03:54:21 |                                                         |
| 5. Sep. 2021  | 1    | Ironman 70.3 South Africa                            | East London     | 03:47:25 | Streckenrekord und fünfter Sieg                         |
| 20. Juni 2021 | 2    | Challenge Gdansk                                     | Gdańsk          | 03:48:18 | hinter dem Briten James Teagle                          |
| 21. März 2021 | 4    | RSA Triathlon National Championships                 | Maselspoort     | 01:52:14 |                                                         |
| 26. Jan. 2020 | 1    | Ironman 70.3 South Africa                            | East London     | 04:02:59 | vierter Sieg                                            |
| 25. Aug. 2019 | 2    | Trans Vorarlberg Triathlon                           | Bregenz         | 04:47:19 | [ 3 ]                                                   |
| 27. Jan. 2019 | 2    | Ironman 70.3 South Africa                            | East London     | 03:54:52 |                                                         |
| 28. Jan. 2018 | 1    | Ironman 70.3 South Africa                            | East London     | 04:09:19 |                                                         |
| 25. Nov. 2017 | 5    | Ironman 70.3 Bahrain                                 | Manama          | 03:49:19 |                                                         |
| 12. Juni 2016 | 1    | Ironman 70.3 Staffordshire                           | Staffordshire   | 03:56:28 |                                                         |
| 6. März 2016  | 1    | RSA Middle Distance Triathlon National Championships | Midmar Dam      | 04:08:30 |                                                         |
| 24. Jan. 2016 | 1    | Ironman 70.3 South Africa                            | East London     | 04:01:52 | erfolgreiche Titelverteidigung mit neuem Streckenrekord |
| 20. Sep. 2015 | 1    | Ironman 70.3 Incheon Korea                           | Incheon         | 03:57:52 |                                                         |
| 30. Aug. 2015 | 15   | Ironman 70.3 World Championships                     | Zell am See     | 04:04:37 | Ironman 70.3 World Championships                        |
| 25. Jan. 2015 | 1    | Ironman 70.3 South Africa                            | East London     | 04:04:35 |                                                         |
| 31. Aug. 2014 | 3    | Ironman 70.3 Zell am See-Kaprun                      | Zell am See     |          |                                                         |
| 26. Jan. 2014 | 11   | Ironman 70.3 South Africa                            | East London     | 04:14:37 |                                                         |

| Datum/Jahr    | Rang | Wettbewerb                                      | Austragungsort | Zeit     | Bemerkung |
| ------------- | ---- | ----------------------------------------------- | -------------- | -------- | --- |
| 7. Mai 2023   | 3    | ITU Long Distance Triathlon World Championships | Ibiza          | 05:19:52 | Weltmeisterschaft auf der Triathlon-Langdistanz                                                                           |
| 5. März 2023  | 10   | Ironman South Africa                            | Port Elizabeth | 07:49:40 | Schwimmdistanz verkürzt                                                                                                   |
| 3. Apr. 2022  | 3    | Ironman South Africa                            | Port Elizabeth | 07:17:37 | Schwimmdistanz verkürzt auf 700 m                                                                                         |
| 14. Sep. 2019 | 1    | Challenge Almere-Amsterdam                      | Almere         | 07:50:15 | Streckenrekord; im Rahmen des Rennens wurden die ETU Challenge Long Distance Triathlon European Championships ausgetragen |
| 9. Sep. 2018  | 1    | Ironman Wales                                   | Tenby          | 08:53:21 | |
| 29. März 2015 | 4    | Ironman South Africa                            | Port Elizabeth | 08:37:21 | |
| 14. Sep. 2014 | 1    | Ironman Wales                                   | Tenby          | 09:07:28 | Sieger mit neuen Streckenrekord auf der Raddistanz                                                                        |
| 6. Apr. 2014  | 5    | Ironman South Africa                            | Port Elizabeth | 08:48:25 | |
| 22. Apr. 2012 | 20   | Ironman South Africa                            | Port Elizabeth |          | Sieger seiner Altersklasse                                                                                                |

(DNF – Did Not Finish)